# Casstown
Casstown és una població dels Estats Units a l'estat d'Ohio. Segons el cens del 2000 tenia 322 habitants.

## Demografia
Segons el cens del 2000, Casstown tenia 322 habitants, 127 habitatges, i 83 famílies. La densitat de població era de 1.130,2 habitants per km².
Dels 127 habitatges en un 28,3% hi vivien nens de menys de 18 anys, en un 56,7% hi vivien parelles casades, en un 6,3% dones solteres, i en un 34,6% no eren unitats familiars. En el 31,5% dels habitatges hi vivien persones soles el 15,7% de les quals corresponia a persones de 65 anys o més que vivien soles. El nombre mitjà de persones vivint en cada habitatge era de 2,54 i el nombre mitjà de persones que vivien en cada família era de 3,17.
Per edats la població es repartia de la següent manera: un 25,5% tenia menys de 18 anys, un 9,3% entre 18 i 24, un 26,7% entre 25 i 44, un 23,6% de 45 a 60 i un 14,9% 65 anys o més.
L'edat mediana era de 40 anys. Per cada 100 dones de 18 o més anys hi havia 83,2 homes.
La renda mediana per habitatge era de 41.250 $ i la renda mediana per família de 48.333 $. Els homes tenien una renda mediana de 31.250 $ mentre que les dones 23.000 $. La renda per capita de la població era de 16.296 $. Aproximadament el 2,6% de les famílies i el 4,3% de la població estaven per davall del llindar de pobresa.

## Poblacions més properes
El següent diagrama mostra les poblacions més properes.